# Наксос (острів)
На́ксос (грец. Νάξος) — найбільший серед Кікладських островів, з найрізноманітнішою рослинністю. Розташований приблизно в центрі Егейського моря; територія Греції. Площа — 428 км². Довжина берегової лінії — 148 км. Адміністративний центр — місто Наксос.

## Природа
Природа острова відрізняється великою різноманітністю: луки переходять в довгі піщані пляжі, скелі круто обриваються до моря, труднопрохідні гори поряд з родючими долинами, є багато джерел і водяних потоків. Південний берег Наксоса — урвистий і пустельний, західний — добре захищений від вітрів, — пологий, з піщаними пляжами і багатьма бухтами. Найвищу гору якого За (Зевс) видно здалеку, що схожа на величезну піраміду.

## Історія

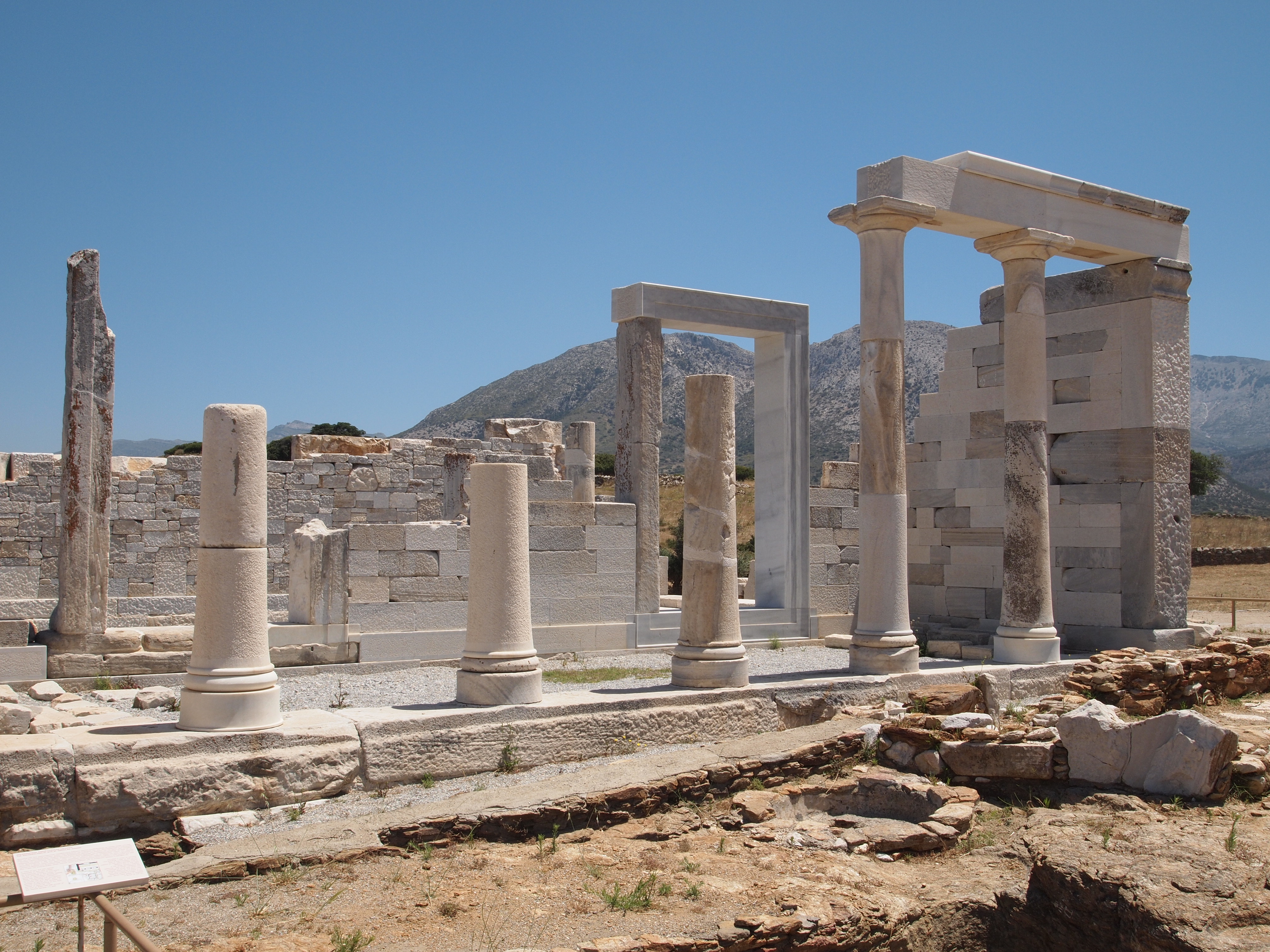
Залишки храму богині Деметри

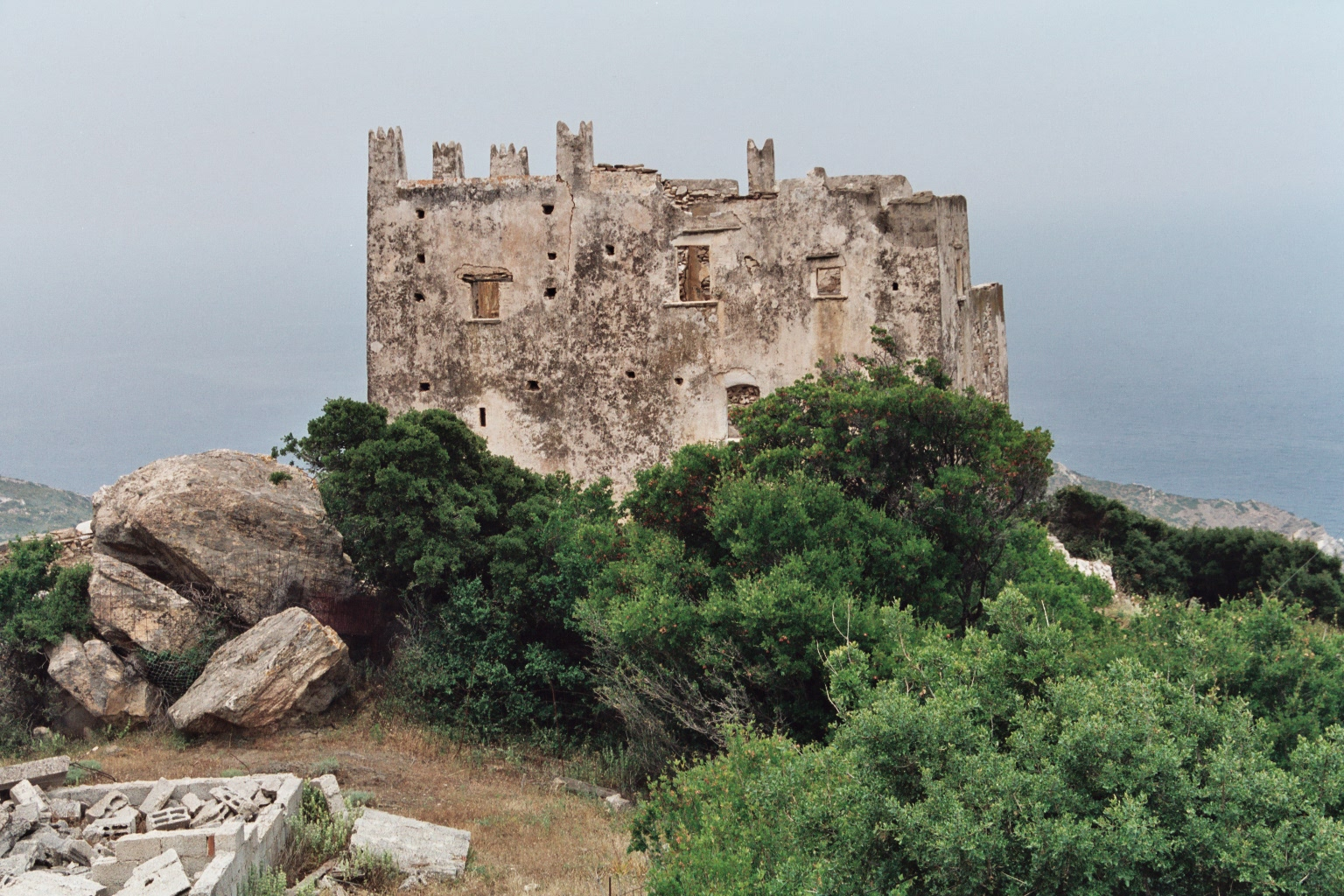
Венеційський замок

Згідно з міфологією, Наксос був островом Вакха і Аріадни. Бог виноробства Вакх мешкав на острові, коли Тесей, що повертався з Криту залишив тут Аріадну, дочку царя Міноса, яка допомогла йому вбити Мінотавра. Покинута царівна знайшла утіху в обіймах Вакха, який одружився з нею.
Наксос став жилим останніми роками ранньокікладського періоду, тобто близько 2000 року до н. е. і зіграв значну роль в розвитку кікладської культури. Проте, часом розквіту для острова стали VII—VI століття до н. е. Тоді Наксос розповсюдив свою владу майже на всі Кікладські острови і домігся істотних успіхів в торгівлі і мистецтві, перш за все в скульптурі. Зразки цього виду мистецтва можна бачити в багатьох частинах Греції. Це мармурова Сфінга (Сфінкс) наксосців в Дельфах, знамениті Леви, Будинок і Портик наксосців на Делосі і інше.
У 490 до н. е. Наксос був розорений величезною перською армією, яка вирушила тоді в похід проти Греції. У 479 до н. е. Наксос разом з іншими грецькими містами брав участь в битві з персами при Платеях. Протягом багатьох років Наксос знаходився під владою афінян. У 338 до н. е. тут встановлено македонське панування, а пізніше (166 до н. е.) — римське. 
Потім був тривалий візантійський період, під час якого на Наксосі було побудовано багато чудових церков: деякі з них є найранішими з тих, що збереглися досі у всьому Балканському регіоні. За візантійським періодом настало венеційське панування. У 1210 році венецієць Марко Санудо проголосив себе герцогом Наксоським і побудував знаменитий замок Хори. Венеційське панування змінилося турецьким, в роки якого на Наксосі народився і жив Святий Никодим Агиоріт. Наксос взяв участь в національно-визвольній війні 1821 року, відправивши своїх уродженців битися на материкову Грецію.

## Економіка
В надрах острова залягає чорний наждак. Також на острові добувають мармур. Вирощування цитрусових, винограду. Оливкові рощі. Рибальство, туризм.